# Liste der Volkszählungen in Deutschland
Die Liste der Volkszählungen in Deutschland bietet einen Überblick über die Ergebnisse aller Volkszählungen in Deutschland seit 1834.

## Deutscher Zollverein
Von 1834 bis 1867 führte der Deutsche Zollverein regelmäßig alle drei Jahre Volkszählungen in den Mitgliedsländern durch. Ermittelt wurde die so genannte „Zollabrechnungsbevölkerung“. Als Zeit der Volkszählung wurde eine solche gewählt, zu welcher sich der größte Teil der Bevölkerung zu Hause aufhielt. Der Zollverein legte den 3. Dezember als Datum fest. Die ursprünglich für 1870 geplante Zählung musste aufgrund des Deutsch-Französischen Krieges verschoben werden.
Die Fläche und Bevölkerung des Zollgebiets nach dem jeweiligen Gebietsstand:
| Datum ¹          | Fläche in km² | Einwohnerzahl | Einwohner je km² |
| ---------------- | ------------- | ------------- | ---------------- |
| 3. Dezember 1834 | 420.301       | 23.478.120    | 56               |
| 3. Dezember 1837 | 439.420       | 26.008.973    | 59               |
| 3. Dezember 1840 | 439.420       | 27.142.116    | 62               |
| 3. Dezember 1843 | 447.507       | 28.498.136    | 64               |
| 3. Dezember 1846 | 447.507       | 29.461.381    | 66               |
| 3. Dezember 1849 | 447.507       | 29.800.063    | 67               |
| 3. Dezember 1852 | 447.507       | 30.492.792    | 68               |
| 3. Dezember 1855 | 492.621       | 32.721.344    | 66               |
| 3. Dezember 1858 | 492.621       | 33.542.352    | 68               |
| 3. Dezember 1861 | 492.621       | 34.670.277    | 70               |
| 3. Dezember 1864 | 492.621       | 35.886.302    | 73               |
| 3. Dezember 1867 | 510.628       | 37.512.005    | 73               |

¹ Jeweiliger Gebietsstand:

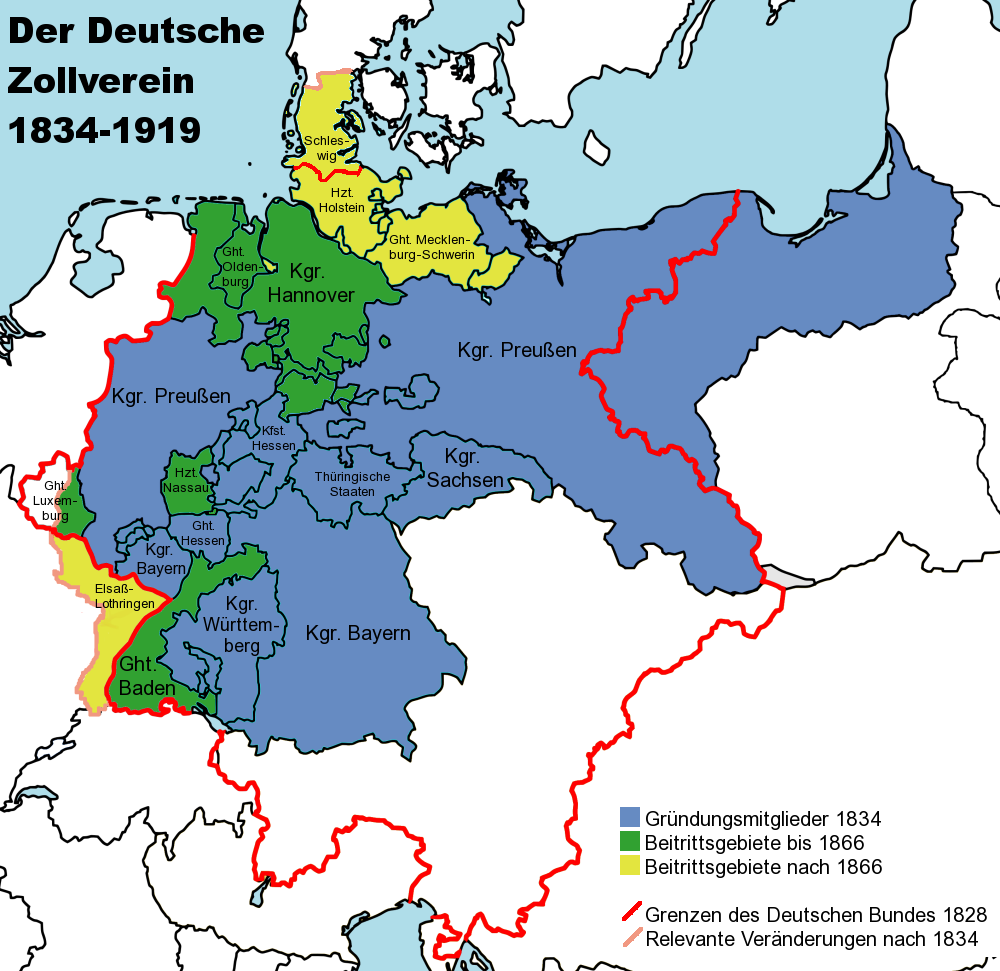
Gebietsentwicklung des Deutschen Zollvereins

ab 1835 mit Großherzogtum Baden und Herzogtum Nassau

ab 1836 mit Freie Stadt Frankfurt

ab 1841 mit Herzogtum Braunschweig

ab 1842 mit Luxemburg

ab 1854 mit Königreich Hannover, Großherzogtum Oldenburg und Schaumburg-Lippe

ab 1867 mit Fürstentum Lübeck, Mecklenburg-Schwerin und Mecklenburg-Strelitz

## Deutsches Reich

Deutsches Reich zur Kaiserzeit vor dem Ersten Weltkrieg (1871–1918)

Deutsches Reich („deutsche Republik“) nach dem Ersten Weltkrieg (1919–1937)

Im Deutschen Kaiserreich fanden Zählungen 1871 und von 1875 bis 1910 alle fünf Jahre statt. Danach wurde nur noch in unregelmäßigen Abständen gezählt. Die Kriegsvolkszählungen im Ersten Weltkrieg 1916 und 1917 im Zusammenhang mit der Lebensmittelrationierung waren keine regulären Zählungen. Kurz nach dem Krieg 1919, dann 1925 sowie 1933 folgten weitere Zählungen. Letztere konnte wegen der Weltwirtschaftskrise erst mit Verzögerung durchgeführt werden. Ermittelt wurde 1871 bis 1919 die „Ortsanwesende Bevölkerung“ und ab 1925 die Wohnbevölkerung.
Unmittelbar nach Ende des Weltkriegs wurden Elsaß-Lothringen und der größere Teil der Provinz Posen abgetrennt, weitere Verluste an Fläche und Bevölkerung traten aufgrund des Versailler Vertrages von 1919 dann Anfang 1920 bzw. 1922 in Kraft. Österreich wurde dabei der Beitritt zum Reich verwehrt, wodurch die deutschsprachige Bevölkerung im Sudetenland der Tschechoslowakei unterstellt wurde.
Allerdings konnte auch vertragsgemäß erstmals 1935 das Saargebiet über seine Zugehörigkeit abstimmen und wählte eine Rückkehr „heim ins Reich“. Die für 1937 vorgesehene Volkszählung fand, nach weiteren Gebietsvergrößerungen (zuletzt am 22. März 1939 das Memelland), erst am 17. Mai 1939 statt. Ungefähr 750.000 Zähler waren beteiligt, die alle 22 Millionen Haushalte des nun deutlich vergrößerten Deutschen Reichs mit Fragebögen erfassten. Sie enthielten im Zeichen des NS-Antisemitismus auch rassistische Kriterien. Es ging um insgesamt knapp 80 Millionen Einwohner auf dem Territorium des sog. Altreiches, in der im Frühjahr 1938 angeschlossenen Ostmark und im Sudetenland, das nach dem Münchner Abkommen im Herbst 1938 angeschlossen worden war.
Nach dem Zweiten Weltkrieg wurden am 1. Dezember 1945 in der Sowjetischen Besatzungszone, am 26. Januar 1946 in der Französischen Besatzungszone und am 29. Oktober 1946 in allen vier Besatzungszonen Deutschlands unter Verantwortung der Besatzungsmächte Volkszählungen durchgeführt.
Die Fläche und Bevölkerung des Deutschen Reiches nach dem jeweiligen Gebietsstand:
| Datum ¹          | Fläche      | Einwohnerzahl | Einw./km² |
| ---------------- | ----------- | ------------- | --------- |
| 1. Dezember 1871 | 541.561 km² | 41.058.792    | 076       |
| 1. Dezember 1875 | 539.829 km² | 42.727.360    | 079       |
| 1. Dezember 1880 | 540.522 km² | 45.234.061    | 084       |
| 1. Dezember 1885 | 540.597 km² | 46.855.704    | 087       |
| 1. Dezember 1890 | 540.504 km² | 49.428.470    | 091       |
| 2. Dezember 1895 | 540.658 km² | 52.279.901    | 097       |
| 1. Dezember 1900 | 540.743 km² | 56.367.178    | 104       |
| 1. Dezember 1905 | 540.778 km² | 60.641.489    | 112       |
| 1. Dezember 1910 | 540.858 km² | 64.925.993    | 120       |
| 1. Dezember 1916 | 540.858 km² | 62.272.185    | 115       |
| 5. Dezember 1917 | 540.858 km² | 62.615.275    | 116       |
| 8. Oktober 1919  | 474.304 km² | 60.898.584    | 128       |
| 16. Juni 1925    | 468.718 km² | 62.410.619    | 133       |
| 16. Juni 1933    | 468.787 km² | 65.362.115    | 139       |
| 17. Mai 1939     | 583.370 km² | 79.375.281    | 136       |
| 29. Oktober 1946 | 353.460 km² | 65.137.274    | 184       |

¹ Jeweiliger Gebietsstand:

ab 1919 ohne Elsaß-Lothringen und Provinz Posen

ab 1920 ohne Westpreußen, Polnischer Korridor, Danzig, Memelland, Nordschleswig, Ostbelgien und Saargebiet

ab 1922 ohne Ostoberschlesien

ab 1935 wieder mit Saargebiet

ab 1938 mit Ostmark und Sudetenland

ab 1939 wieder mit Memelland

ab 1945 ohne Ostgebiete des Deutschen Reiches

ab 1946 ohne Saarland

## Deutsche Demokratische Republik
Die Deutsche Demokratische Republik führte in Abständen von sechs bis 14 Jahren insgesamt vier Volkszählungen durch. Die für 1991 geplante Volkszählung fiel aufgrund des Beitritts der DDR zur Bundesrepublik Deutschland am 3. Oktober 1990 aus.
Die Fläche und Bevölkerung der DDR (einschließlich Ost-Berlin):
| Datum             | Fläche in km² | Einwohnerzahl | Einwohner je km² |
| ----------------- | ------------- | ------------- | ---------------- |
| 31. August 1950   | 107.862       | 18.388.172    | 170              |
| 31. Dezember 1964 | 108.304       | 17.003.655    | 157              |
| 1. Januar 1971    | 108.178       | 17.068.318    | 158              |
| 31. Dezember 1981 | 108.333       | 16.705.635    | 154              |

Es ist bemerkenswert, dass die EDV auch in Deutschland schon recht früh zum Zweck der Volkszählung eingesetzt wurde. So ließ beispielsweise die DDR-Regierung 1964 die erste Volkszählung mit der EDV durchführen. Verantwortlich war der VEB Maschinelles Rechnen.

## Bundesrepublik Deutschland
Die in der Bundesrepublik Deutschland durchgeführten Volkszählungen fanden bis 1970 in Abständen von fünf bis neun Jahren statt. Während der Gebäude- und Wohnungszählung von 1956 wurde auch die Wohnbevölkerung gezählt („kleine Volkszählung“). Die ursprünglich für den 20. Mai 1981 geplante Volkszählung wurde wegen Problemen der Finanzierung auf den 27. April 1983 verschoben. Dieser Termin konnte aufgrund eines Urteils des Bundesverfassungsgerichts nicht eingehalten werden. Eine modifizierte Zählung erfolgte am 25. Mai 1987 (Volkszählung in der Bundesrepublik Deutschland 1987). Die nächste Volkszählung sollte gemeinsam mit der DDR durchgeführt werden, doch vor dem Termin 1991 wurde der Einigungsvertrag abgeschlossen.
In Vorbereitung eines registergestützten Zensus (Zensusvorbereitungsgesetz vom 27. Juli 2001) wurde von den Statistischen Ämtern des Bundes und der Länder im Rahmen des Zensustests am 5. Dezember 2001 die Qualität der Melderegister untersucht. Im Bestand der Melderegister waren etwa 856.000 Personen zu viel – weil dauerhaft oder temporär doppelt – enthalten. Insgesamt lag das Ergebnis der Bevölkerungsfortschreibung, bezogen auf die Bevölkerung am Ort der Hauptwohnung, um mindestens 1,3 Millionen Personen über dem Ergebnis der Registerzählung.
Mit einem Kabinettsbeschluss vom 29. August 2006 entschied die Bundesregierung, dass die nächste Volkszählung 2011 erstmals als registergestützter Zensus erfolgen wird. Das Zensusgesetz 2011 legte den Stichtag der Erhebung auf den 9. Mai 2011 fest. Es ist die erste gesamtdeutsche Volkszählung seit 1946. Der Abstand zur letzten Zählung in Ostdeutschland beträgt damit 30 Jahre, zur letzten Zählung in Westdeutschland 24 Jahre. Ermittelt wurde bis 1970 die Wohnbevölkerung und ab 1987 die „Bevölkerung am Ort der Hauptwohnung“.
Die nächste Volkszählung fand 2022 statt, Stichtag war der 15. Mai 2022. Ursprünglich sollte sie 2021 stattfinden, musste aber aufgrund der Einschränkungen im Zusammenhang mit der COVID-19-Pandemie um ein Jahr verschoben werden.
Die Fläche und Bevölkerung der Bundesrepublik Deutschland nach dem jeweiligen Gebietsstand:
| Datum ¹            | Fläche in km² | Einwohnerzahl | Einwohner je km² |
| ------------------ | ------------- | ------------- | ---------------- |
| 13. September 1950 | 245.770       | 49.842.624    | 203              |
| 25. September 1956 | 245.860       | 52.195.100    | 212              |
| 6. Juni 1961       | 248.456       | 56.174.826    | 226              |
| 27. Mai 1970       | 248.469       | 60.650.584    | 244              |
| 25. Mai 1987       | 248.626       | 61.077.042    | 246              |
| 5. Dezember 2001 ² | 357.023       | 79.285.218    | 222              |
| 9. Mai 2011        | 357.112       | 80.219.695    | 225              |
| 15. Mai 2022       |               | 82.719.540    |                  |

¹ Jeweiliger Gebietsstand:

ab 1949 ohne DDR, Ost-Berlin und Saarland, mit West-Berlin

ab 1957 mit Saarland

ab 1990 mit DDR und Ost-Berlin

² Zensustest